# Jamie Knight-Lebel
Jamie Mathieu Knight-Lebel (Montreal, Quebec, 24 de diciembre de 2004) es un futbolista canadiense que juega en el Bristol City F. C. de la EFL Championship y en la selección de fútbol de Canadá.

## Primeros años
Knight-Lebel nació en Montreal, de padre canadiense y madre galesa, y se trasladó con su familia a Bristol (Inglaterra) cuando tenía cinco años. Estudió en el Fairfield High School de Bristol.
Comenzó a jugar al fútbol juvenil a los cinco años con el Stapleton AFC. Más tarde jugó con el DRG Frenchay y la academia del Southampton, antes de unirse a la academia del Bristol City a los 14 años, progresando a través de varios grupos de edad hasta el nivel sub-23. Fue capitán del equipo Sub-21 del City en las temporadas 2022-23 y 2023-24, y fue nominado para el Campeonato de Aprendices de la temporada 2023.

## Carrera en el club
En mayo de 2022, Knight-Lebel firmó un contrato profesional de tres años con el Bristol City. El 28 de octubre de 2023, debutó en liga a domicilio contra el Cardiff City. En marzo de 2024, Knight-Lebel firmó un nuevo contrato de tres años en el Bristol City.
El 24 de junio de 2024, Knight-Lebel fichó por el Crewe Alexandra de la EFL League Two en calidad de cedido por una temporada. El 13 de agosto, debutó con su nuevo club contra el Rotherham United en la EFL Cup. El 29 de diciembre de 2024, marcó su primer gol como profesional en el empate a uno del Crewe contra el MK Dons. El 11 de febrero de 2025, Knight-Lebel cometió un penalti y vio la tarjeta roja en la derrota por 3-0 del Crewe contra el AFC Wimbledon.

## Selección nacional
En abril de 2022 fue convocado a la selección de fútbol sub-20 de Canadá para disputar dos amistosos contra Costa Rica. En junio de 2022, fue incluido en la lista de convocados para el Campeonato Sub-20 de la CONCACAF 2022.
En febrero de 2024 fue incluido en la lista provisional de la selección nacional de fútbol de Canadá para las eliminatorias de la Copa América 2024 contra Trinidad y Tobago. En octubre de 2024, fue convocado por primera vez a la selección oficial, para un partido amistoso contra Panamá. El 19 de noviembre de 2024, debutó como internacional absoluto en un partido de la Liga de Naciones de la CONCACAF contra Surinam

## Vida personal
En 2024, paralelamente a su carrera como futbolista, cursaba estudios de Ciencias del Deporte. Además de su inglés nativo, es capaz de comunicarse con soltura en francés.